# Daniel Akerson

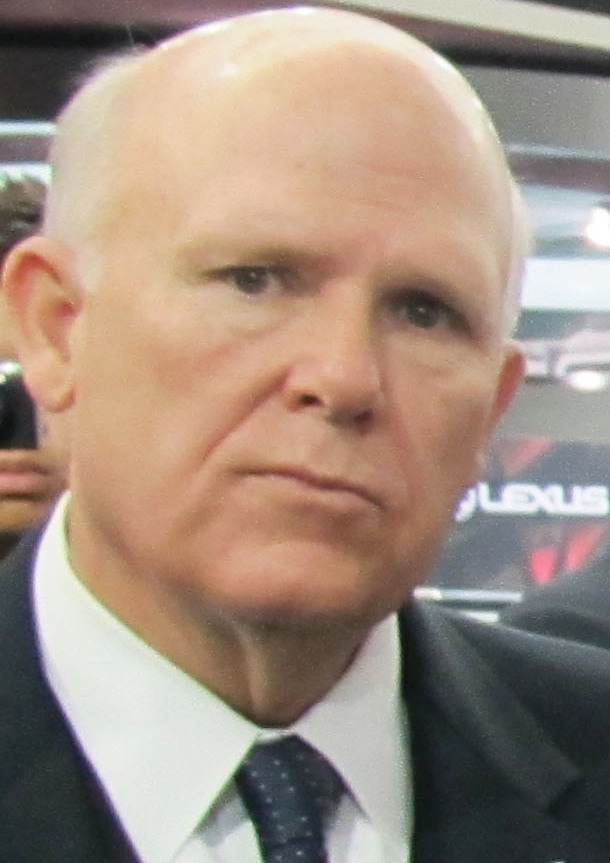
Daniel Akerson

Daniel Akerson (* 21. Oktober 1948 in Kalifornien) ist ein US-amerikanischer Manager.

## Leben
Akerson wuchs in Mankato, Minnesota auf. Von 1970 bis 1975 war er als Marineoffizier tätig. Er studierte Ingenieurwissenschaften an der U.S. Naval Academy in Annapolis, Maryland und der London School of Economics.
Nach seinem Studium arbeitete Akerson ab 1983 für MCI Communications. 1993 wechselte er zum US-amerikanischen Halbleiterhersteller General Instrument, wohin er Donald Rumsfeld folgte. 1996 wurde Akerson als CEO von Nextel berufen. Ab 1996 war er bei Nextlink Communications (später in XO Communications umbenannt) beschäftigt. 2003 wechselte er zur Carlyle Group.
Akerson war als Nachfolger von Edward Whitacre seit 1. September 2010 CEO und seit 1. Januar 2011 Chairman of the Board von General Motors, im Januar 2014 trat Mary Barra seine Nachfolge an.
Akerson ist verheiratet, hat drei Kinder und lebt mit seiner Familie in McLean, Virginia.